# Mira Leung
Mira Leung (Vancouver, 28 maart 1989) is een Canadees voormalig kunstschaatsster. Ze nam in 2006 deel aan de Olympische Winterspelen in Turijn; Leung eindigde er op de 12e plaats. Ze viel nooit in de prijzen bij grote internationale wedstrijden.

## Biografie
Leung begon op driejarige leeftijd met kunstschaatsen; pas twee jaar daarna kreeg ze haar eerste schaatslessen. Op haar achtste sprong ze al een driedubbele salchow en een driedubbele toe loop. Leung werd in 2005 8e bij de WK voor junioren. Ze sloeg de nationale kampioenschappen bij de novice en de junioren over en wilde zich direct meten met de oudere kunstschaatssters. Ze nam drie keer deel aan de wereldkampioenschappen, met als beste prestatie de 13e plaats in 2006. Leung eindigde als 5e bij de viercontinentenkampioenschappen in 2008. Ze nam in 2006 deel aan de Olympische Winterspelen in Turijn; ze werd er 12e.

## Belangrijke resultaten
| Kampioenschap                | 02/03 | 03/04 | 04/05 | 05/06         | 06/07         | 07/08         | 08/09         | 09/10         |
| ---------------------------- | ----- | ----- | ----- | ------------- | ------------- | ------------- | ------------- | ------------- |
| Olympische Spelen            |       |       |       | 12e           |               |               |               |               |
| Wereldkampioenschap          |       |       |       | 13e           | 24e           | 14e           |               |               |
| Viercontinentenkampioenschap |       |       |       |               |               | 5e            |               |               |
| Nationaal kampioenschap      | 14e   | 5e    | Brons | Zilver        | Zilver        | Zilver        | 6e            | t.z.t.        |
| WK junioren                  |       |       | 8e    | geen deelname | geen deelname | geen deelname | geen deelname | geen deelname |